# أونوريه بيتي
أونوريه بيتي هو سياسي كندي، ولد في 26 يناير 1847 في كاب سانتيه في كندا، وتوفي في 1 ديسمبر 1922 في شيكوتيمي في كندا. نشط حزبياً في حزب كيبيك الليبرالي. وقد انتخب عضو الجمعية الوطنية في كيبك ‏.